# 국제수문학회
국제수문학회(國際水文學會, International Association of Hydrological Sciences, 약칭 IAHS)는 1922년 국제측지지구물리연맹(IUGG)의 총회에서 International Branch of Scientific Hydrology로 설립되어 발전된 것으로, 지구 표면과 수자원에 관한 수문 연구를 목적으로 하며 IUGG의 회원이고, 국가회원과 개인회원이 있다. 대한민국은 서울대학교 자연대학 지구환경과학부가 국가대표 회원이다.